# Hatpiece
Hatpiece (o hat piece: pezzo, moneta con il cappello) è una moneta d'oro scozzese.

## Etimologia
Il nome le deriva dalla particolare forma del cappello (hat) presente nel ritratto reale del dritto.

## Storia
L'hat piece fu coniato dal 1591 al 1593 nel corso della sesta monetazione di Giacomo VI, una decina d'anni prima di salire al trono d'Inghilterra con il nome di Giacomo I.
La moneta pesava 69,8 grani, aveva un titolo di 22 kt ed un valore di quattro sterline scozzesi.
Al dritto è raffigurato il re che indossa un copricapo (hat) particolarmente alto, da cui il nome. Dietro al re il cardo, simbolo della Scozia. La legendarecita IACOBVS 6 D G R SCOTORVM.
Al rovescio è raffigurato un leone seduto a sinistra su una sedia, e guardante; nella zampa destra tesa in avanti tiene lo scettro. Sopra il leone una nuvola che rappresenta Dio e una scritta in ebraico che riporta il nome di Geova. La legenda del rovescio recita TE SOLUM VEREOR.
Per questa monetazione furono richiamate tutte le emissioni precedenti, escluso i thistle noble emessi in precedenza nel periodo 1588-90, nella speranza di n'informità di coniazione che mettesse termina alla confusione data dall'enorme quantità di tipi diversi di monete presenti in Scozia.
La stessa operazione fu tentata anche con le monete d'argento.